# 希律 (馬)

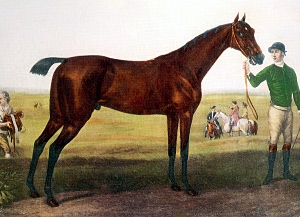
希律

希律（Herod, King Herod、1758年 - 1780年）是一匹英國競賽馬，牠和馬湛是現時超過5％的純種馬父線的始祖。
希律1758年出生於英國，父系是Tartar，母系是Cypron，他亦是拜耶爾土耳其的玄孫。希律出戰10仗6勝。孕育出497匹賽馬冠軍子嗣。

## 外部連結
- 血統表 （页面存档备份，存于）